# Тимківський Роман Федорович
Роман Тимківський (1785 — 1820) — український [джерело?] філолог, бібліофіл, директор Педагогічного інституту Московського університету. 

## Життєпис
Народився в селі Згара Золотоніського повіту Полтавської губернії в родині чиновника.  
Брат правознавця Іллі Тимковського і дипломата Георгія Тимківського. Початковій грамоті його навчив дядько, чернець Києво-Печерської лаври. 
Почав навчатися в Київській духовній академії, але вже у жовтні 1797, за власним бажанням, був переведений до академічної гімназії при Московському університеті, яку зі срібною медаллю закінчив у червні 1800 і був прийнятий студентом до Московського університету.  
У серпні 1803 за успіхи в навчанні був нагороджений срібною медаллю і почав вести грецькі етимологічні і латинські синтксичні класи. Після закінчення університету в 1804 отримав ступінь кандидата; в 1805 році став магістром за дисертацію «De Dithyrambis eorumque usu apud graecos et Romanos» М. 1806).  
У 1806 отримав ступінь доктора філософії і разом з Олексієм Болдиревим був направлений у закордонне відрядження; навчався в Лейпцизькому і, з 1807, в Геттінгенському університетах (під керівництвом Г. Гейне).  
У 1807 став дійсним членом Лейпцизького біологічного товариства. 
З 1 вересня 1809 у званні ад'юнкта почав викладати на словесному відділенні Московського університету давню словесність. Одночасно був інспекторським помічником і викладачем грецької та латинської мов в університетській гімназії, а з 1810  деякий час викладав латинську словесність в університетському благородному пансіоні. 
У жовтні 1810 Роман Томаківський був призначений екстраординарним професором старожитностей і римської словесності. 
У жовтні 1811, після смерті X. Ф. Маттеї — ординарний професор грецької і латинської словесності.  
За прикладом закордонних університетів ним був організований філологічний семінар, в якому студенти під його керівництвом проводили розбір і критику класичних письменників і старожитностей, про які паралельно йшла мова на лекціях.  
У 1811 обраний дійсним членом Московського товариства історії та старожитностей російських. 
У 1812 — 1818 — член училищного комітету, кілька років (1814 — 1816 і 1817 — 1818) обіймав посаду декана словесного відділення, у 1811— 1820 перебував при цензурному комітеті. 
У 1815 призначений директором Педагогічного інституту Московського університету.  
Крім того, викладав грецьку та латинську мови в університетській гімназії та деякий час латинську словесність в університетському благородному пансіоні. 
Велика бібліотека Тимківського, що складалася з рідкісних книг і рукописів, загинула під час пожежі у Москві в 1812. 
У 1817 нагороджений орденом Св. Володимира 4-го ступеня. 
Помер в чині колезького радника 27 січня 1820. 

## Наукова діяльність
- Ще в 1803, будучи студентом, Роман Тимківський зробив переклад (з німецької) Оссіана.
- У 1806 в Москві була надрукована магістерська дисертація Тимківського — «De Dithyrambis eorumque usu apud Graecos et Romanos»; у виправленому і доповненому вигляді вона була надрукована також в «Актах» словесного семінарія Лейпцизького університету. В цей же час Тимківський, зробивши видання латинською мовою байок Федра під заголовком «Phaedri Augusti liberti fabularum Aesopiarum libri quinque ex recensione P. Burmani», написав цінні примітки, що виявляли в молодому філологові солідні і різнобічні знання.
- На університетському акті 5 липня 1811 ним була виголошена урочиста промова «De virtutibus Graecorum et Romanorum non nisi ex eorum ingenio moribus et vita recte aestimandis », в перекладі Івана Давидова надрукована в «Працях професорів Московського університету».
- В останні роки свого життя Роман Тимківський переважно почав надавати увагу українській древній словесності; він перший піддав критиці думку про твори Нестора-літописця, звірив літопис з іншими пам'ятками, що приписували Нестору, з «Патериком» і « Житієм св. Феодосія», відкривши, за його власними словами, «дуже важливу істину, що преподобний Нестор не залишив нам по собі ніякої іншої пам'ятки, окрім дорогоцінного літопису».

З глибокими свідченнями в грецькій та римській словесності він поєднував ґрунтовні знання давностей та історії. Як вишуканий критик, він умів тонко роздрібнювати предмет и глибоко проникати в нього; порядок и точність були засобою і метою його досліджень, які він присвячував розгляду історичної істини, і визначенню походження та значення слова.
— Шевырев С. История Императорского Московского университета.